# ミルティアデス・カリディス
- ミルティアデス・カリーディス

ミルティアデス・カリディス（Miltiades Caridis, 1923年5月9日 - 1998年3月1日）は、自由都市ダンツィヒ出身の指揮者。

## 経歴
ダンツィヒにてギリシャ人の父とドイツ人の母の下に生まれる。幼少期はドレスデンで過ごしたが、1938年にアテネに戻り、アテネ音楽院でマノリス・カロミリスやセオドロス・ババヤニス等の薫陶を受けた。1942年にナチス占領下のオーストリアに留学し、ウィーン帝国音楽院に留学したが、ナチス政権不支持の態度を堅持したため、1944年に一度放校処分となった。第二次世界大戦後、1946年からヨーゼフシュタット劇場のピアニストとしての活動の傍らで音楽・舞台芸術アカデミーへと改称した音楽院に復学し、ハンス・スワロフスキーに指揮法を学んだ。1947年に音楽院を卒業後、ケルン、グラーツやウィーン等の各地の歌劇場で指揮をして経験を積み、1960年から1967年までフィルハーモニア・フンガリカの首席指揮者を務めた。1969年から1971年までオスロ・フィルハーモニー管弦楽団、1975年から1981年までデュースブルク・フィルハーモニー管弦楽団、1978年から1988年までウィーン・トーンキュンストラー管弦楽団の各オーケストラで首席指揮者を歴任。1995年からギリシャ国営放送のオーケストラを指揮。
アテネにて没。